# 市谷砂土原町
市谷砂土原町（いちがやさどはらちょう）は、東京都新宿区の町名。住居表示は未実施。現行行政地名は市谷砂土原町一丁目から市谷砂土原町三丁目。

## 地理
新宿区の東部に位置する。地域北部は、若宮町・市谷船河原町にそれぞれ接する。地域東部は市谷田町に接する。南部は市谷長延寺町に接する。西部は払方町に接する。
地域二丁目と三丁目の間を牛込中央通りが通っている。
明治時代より山の手と呼称される地域の一つである。三丁目寄りになるほど戸建て住宅が残っているが、一丁目、二丁目も低層マンション主体の住宅地である。特に三丁目は隣接する市谷船河原町、払方町と並び元は大名屋敷の敷地であり、現代においても、高級住宅街と評価される。牛込中央通り付近にはビルや高層マンションなども見られる。

## 歴史

### 町名の由来
町名は江戸時代に本多佐渡守正信の別邸があって「佐渡原」と呼ばれ、後に本多邸趾の土を採取して埋め立てに使ったことから砂土取り場と称したことによる。

## 世帯数と人口
2025年（令和7年）3月1日現在（新宿区発表）の世帯数と人口は以下の通りである。
| 丁目               | 世帯数  | 人口    |
| ------------------ | ------- | ------- |
| 市谷砂土原町一丁目 | 120世帯 | 222人   |
| 市谷砂土原町二丁目 | 265世帯 | 451人   |
| 市谷砂土原町三丁目 | 490世帯 | 1,031人 |
| 計                 | 875世帯 | 1,704人 |

### 人口の変遷
国勢調査による人口の推移。
| 年                 | 人口  |
| ------------------ | ----- |
| 1995年（平成7年）  | 1,047 |
| 2000年（平成12年） | 1,133 |
| 2005年（平成17年） | 1,291 |
| 2010年（平成22年） | 1,681 |
| 2015年（平成27年） | 1,629 |
| 2020年（令和2年）  | 1,739 |

### 世帯数の変遷
国勢調査による世帯数の推移。
| 年                 | 世帯数 |
| ------------------ | ------ |
| 1995年（平成7年）  | 418    |
| 2000年（平成12年） | 487    |
| 2005年（平成17年） | 677    |
| 2010年（平成22年） | 832    |
| 2015年（平成27年） | 826    |
| 2020年（令和2年）  | 902    |

## 学区
区立小・中学校に通う場合、学区は以下の通りとなる（2018年8月時点）。
| 丁目               | 番地 | 小学校             | 中学校                 |
| ------------------ | ---- | ------------------ | ---------------------- |
| 市谷砂土原町一丁目 | 全域 | 新宿区立愛日小学校 | 新宿区立牛込第三中学校 |
| 市谷砂土原町二丁目 | 全域 | 新宿区立愛日小学校 | 新宿区立牛込第三中学校 |
| 市谷砂土原町三丁目 | 全域 | 新宿区立愛日小学校 | 新宿区立牛込第三中学校 |

## 交通
当地域には鉄道駅はないが、市ケ谷駅が利用可能な範囲にある。

## 事業所
2021年（令和3年）現在の経済センサス調査による事業所数と従業員数は以下の通りである。
| 丁目               | 事業所数  | 従業員数 |
| ------------------ | --------- | -------- |
| 市谷砂土原町一丁目 | 35事業所  | 949人    |
| 市谷砂土原町二丁目 | 30事業所  | 1,133人  |
| 市谷砂土原町三丁目 | 44事業所  | 529人    |
| 計                 | 109事業所 | 2,611人  |

### 事業者数の変遷
経済センサスによる事業所数の推移。
| 年                 | 事業者数 |
| ------------------ | -------- |
| 2016年（平成28年） | 72       |
| 2021年（令和3年）  | 109      |

### 従業員数の変遷
経済センサスによる従業員数の推移。
| 年                 | 従業員数 |
| ------------------ | -------- |
| 2016年（平成28年） | 2,168    |
| 2021年（令和3年）  | 2,611    |

## 施設
- 保健会館
- 大学基準協会
- 偕成ビル
  - 偕成社本社
  - 紀ノ国屋本社
- 駐日リベリア大使館

## その他

### 日本郵便
- 郵便番号 : 162-0842[3]（集配局 : 牛込郵便局[15]）。